# Gentofte Volley
Gentofte Volley är en volleybollklubb från Gentofte kommun, Danmark. Klubben grundades 23 maj 1992 genom en sammanslagning av Gentofte Volleyballklub Roadrunners och Nørre Gymnasiums Volleyballklub. Både herr- och damlaget spelar på elitnivå. Herrlaget har varit det mest framgångsrika. De har blivit danska mästare nio gånger ( 1996, 1999, 2007, 2015, 2016, 2018, 2019, 2020 och 2021) och vunnit danska cupen åtta gånger (2005, 2006, 2009, 2014, 2016, 2018, 2020 och 2021). Damlaget har som bäst kommit tvåa i danska mästerskapen och nått final i danska cupen (1996 och 2006)